# 梅ノ木 (新潟市)
梅ノ木（うめのき）は、新潟県新潟市秋葉区の町字。面積は0.969km2。郵便番号は956-0043。

## 概要
1889年（明治22年）から現在の大字。信濃川下流右岸に位置する。もとは江戸時代から1889年（明治22年）まであった梅ノ木村の区域の一部。

### 隣接する町字
北から東回り順に、以下の町字と隣接する。
- 小屋場
- 西島
- 古津
- 竜玄
- 小須戸
- 浦興野
- 新津四ツ興野

## 歴史
検地は1677年（延宝5年）と1744年（延享元年）。

### 年表
- 1889年（明治22年）4月1日 : 合併により小梅村の大字となる。
- 1901年（明治34年）11月1日 : 合併により小合村の大字となる。
- 1955年（昭和30年）4月1日 : 合併により新津市の大字となる。
- 2005年（平成17年）3月21日 : 合併により新潟市の大字となる。
- 2007年（平成19年）4月1日 : 新潟市の政令指定都市移行により、秋葉区の大字となる。

## 世帯数と人口
2018年（平成30年）1月31日現在の世帯数と人口は以下の通りである。
| 大字   | 世帯数 | 人口  |
| ------ | ------ | ----- |
| 梅ノ木 | 66世帯 | 242人 |

## 小・中学校の学区
市立小・中学校に通う場合、学区は以下の通りとなる。
| 番地 | 小学校             | 中学校             |
| ---- | ------------------ | ------------------ |
| 全域 | 新潟市立小合小学校 | 新潟市立小合中学校 |

## 交通

### 道路
- 新潟県道127号新津茨曽根燕線